# Język muyu
Język muyu (a. moyu), także kati – język transnowogwinejski używany w prowincji Papua w Indonezji, w kabupatenie Boven Digoel. Według danych z 2002 roku posługuje się nim 12 tys. osób.
Jego podział dialektalny pozostaje bliżej nieokreślony. W literaturze wyodrębnia się dwa dialekty tego języka: północny (kati-ninati/ninanti) oraz południowy (kati-metomka). Serwis Ethnologue traktuje je jako dwa języki. Sami użytkownicy wyróżniają kontinuum 9 wzajemnie zrozumiałych dialektów, włączając w jego ramy również odmiany yonggom i ninggerum, które opisywano także jako odrębne języki. Redaktorzy serwisu Ethnologue przytaczają nazwę yonggom (a. yongkom) jako alternatywną nazwę języka muyu, jednocześnie wyróżniając odrębny język yonggom. W literaturze wskazywano wcześniej na bliski związek tych języków (jednakże przeszkodą dla analizy porównawczej stała się granica państwowa między Indonezją a Papuą-Nową Gwineą).